# Apaegocera
Apaegocera é um gênero de traça pertencente à família Arctiidae.